# BS2000
樂譜方面的請見BS 2000
BS2000是由富士通-西門子電腦公司（Fujitsu Siemens Computers，在此之前稱為Siemens Nixdorf Informationssysteme公司）為其大型主機所研創的一套作業系統，該作業系統是以EBCDIC編碼格式運作。
BS2000用於S-或SX-系列的電腦上，此系列的電腦是以IBM System 390（簡稱：S/390）大型主機的架構為基礎所發展成。
在這套作業系統上可使用一套資料庫：SESAM，PHP 3（第三版）的延伸程式（Extension）能連結此資料庫。除此之外也可用德國Software AG公司的Adabas資料庫、組合國際公司（Computer Associates，簡稱：CA）的IDMS資料庫，以及甲骨文公司的資料庫等。Apache網站伺服軟體與PHP描述程式語言也已經被改寫（port）成可在此作業系統上執行的版本。
另外，BS2000作業系統也可以在VM2000的Hypervisor（一種比作業系統擁有更高硬體管控權限的作業軟體）上頭執行。

## 外部連結
- 使PHP 3能與SESAM資料庫連結運作的延伸程式
- 關於BS2000作業系統（页面存档备份，存于）

## 引據參照
本條目部分或全部内容出自以GFDL授權發佈的《自由線上電腦詞典》（FOLDOC）。